# Bjarne Rønning
Bjarne Rønning (Oslo, 25 ottobre 1953) è uno scrittore, allenatore di calcio ed ex calciatore norvegese, di ruolo centrocampista.

## Letterato
Autore di romanzi, vinse il premio Tarjei Vesaas per debuttanti con Bjarne Huldasons sjøreise (1977). Pubblicò successivamente Fra Silver Bar til Vassfaret (1978), I sitt bilde (1985), A-laget (1988), Ulvenes flukt (1990) e Faktagråten og andre dik (2004).

## Carriera

### Giocatore

#### Club
Rønning giocò con la maglia del Lyn Oslo dal 1978 al 1981, totalizzando complessivamente 42 presenze e 3 reti.

### Allenatore
Nel 1993, fu allenatore del Lyn Oslo nell'Eliteserien. Guidò poi lo Skeid. Dal 1998 al 1999 fu il tecnico del Fredrikstad.